# Castelletto (Berg)
Der Castelletto, auch Punta di Bois genannt, früher auch Schreckenstein, ist ein Berg in den Dolomiten, in der Gebirgsgruppe Tofane. Er liegt in der Provinz Belluno und der Region Venetien. Bekannt wurde der Berg durch die Sprengung des Sattels zwischen Castelletto und Tofana di Rozes im Ersten Weltkrieg. Am 11. Juli 1916 zündeten die italienischen Streitkräfte 35 Tonnen Sprenggelatine, die am Ende eines fast 400 Meter langen Minenstollens gelagert waren.

## Lage
Il Castelletto wird der Felskamm genannt, der westlich der Tofana di Rozes liegt und von dieser durch eine Schlucht getrennt ist. Der Kamm verläuft in südsüdöstlicher – nordnordwestlicher Richtung und erreicht eine maximale Höhe von 2656 m. Er erhebt sich östlich des Sattels Forcella Col dei Bos, der einen Übergang von der Falzaregopass-Straße zum Travenanzes-Tal bildet.

## Geschichte

### Vorgeschichte
Am 23. Mai 1915 erklärte das Königreich Italien der österreichisch-ungarischen Monarchie den Krieg. Das italienische Heer besetzte Cortina d’Ampezzo und beendete damit dessen 400 Jahre dauernde Zugehörigkeit zum habsburgischen Reich. Die österreichisch-ungarischen Truppen zogen sich auf den Lagazuoi zurück, um vom Valparolapass aus die südtiroler Täler Gadertal und Pustertal zu verteidigen. Ab diesem Zeitpunkt wurden die Berge des Gebietes Lagazuoi - Cinque Torri der Austragungsort eines unerbittlichen Hochgebirgs-Krieges.

Der italienische Vorstoss in die südtiroler Täler misslang jedoch, da die k.u.k. Truppen am Falzaregopass wichtige Gipfelstellungen am Kleinen Lagazuoi und am Hexenstein besetzt hielten. Im Oktober 1915 besetzten italienischen Truppen unterhalb der österreichischen Stellungen auf dem Kleinen Lagazuoi ein Felsband, das sogenannte Martiniband (Cengia Martini), von wo aus sie die Vonbank-Stellung über dem Valparolapass mit Artillerie erreichen konnten. Die Versorgung dieser wichtigen Stellung lief über die Falzaregopass-Straße. An der Westflanke der Tofana di Rozes hielten die Kaiserjäger der Streifkompanie Nr. 6 auf dem Sattel zwischen Castelletto und Tofana di Rozes eine Kammstellung, von der aus sie wirkungsvoll die Falzaregopass-Straße kontrollieren konnten und somit den italienischen Nachschub behinderten. Sie selbst waren in Stollen und Kavernen vor der italienischen Artillerie geschützt. Diese Stellung flankierte auch die italienische Stellung auf der Cima Falzarego und erleichterte so die Abwehr von möglichen von dort ausgehenden Angriffen. Die Cima Falzarego wurde durch deutsche Truppen verteidigt, ging aber in der zweiten Phase der ersten Dolomitenoffensive verloren.

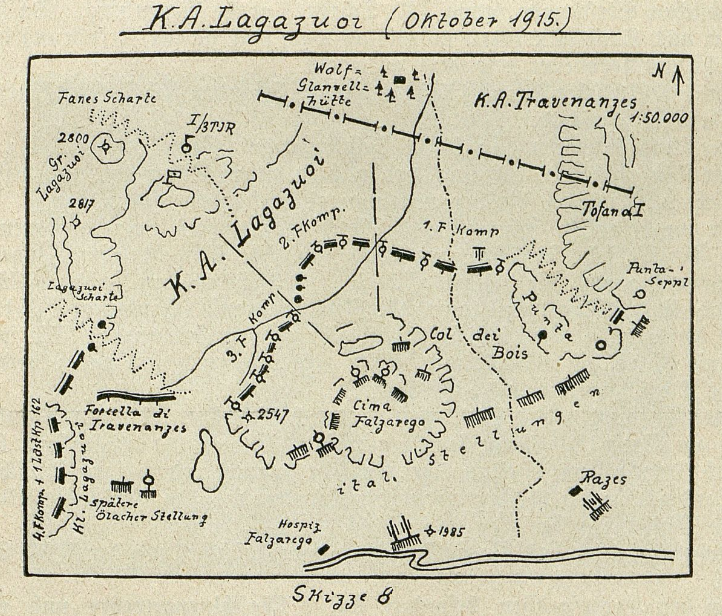
Frontverlauf mit den Stellungen im Oktober 1915; Der Castelletto (Punta di Bois) liegt ganz links
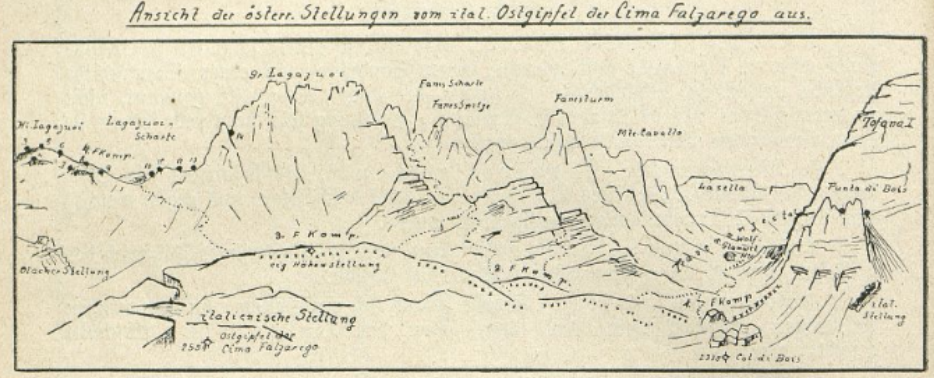
180° Blick von der Cime Falzarego über die österreichischen Stellungen am Lagazuoi (Castelletto ganz links)

### Sprengung der Stellung
Nach mehreren vergeblichen Angriffen, sollte als Vorbereitung auf eine für Juli 1916 geplante Offensive die strategisch wichtige Stellung am Castellettosattel gesprengt werden. Dazu ließ Oberst Giuseppe Tarditi ab November 1915 von einem Punkt am Fuße der Tofana di Rozes aus, den die Verteidiger nicht einsehen konnten, einen 400 m langen, spiralförmigen Minentunnel graben, um die österreichische Stellung auf dem Kamm des Castelletto von unten zu erreichen. Vor der Sprengung waren die Verteidiger, darunter Hauptmann Raschin und Leutnant Schneeberger einer hohen nervlichen Belastung ausgesetzt. Dem Vortrieb des italienischen Stollens, hatten die Tiroler Verteidiger nichts entgegenzusetzen. Langsam kamen die Bohrgeräusche näher. Erst im Juni 1916 erhielten die Verteidiger ein Bohrgerät; es war aber zu spät um einen Gegenstollen zu errichten. Stattdessen wurden Kavernen gebaut, um bei der Sprengung Schutz suchen zu können. Als die Tunnelarbeiten beendet waren, deponierten die Angreifer 35 Tonnen Sprenggelatine am Ende des Minenstollens, was der siebenfache Menge der Sprengung des Col di Lana entsprach. Auch um sich bessere Ausgangsbedingungen für den Sturm der Castellettostellung zu schaffen, führten die Italiener am 9. Juli einen Angriff auf die Fontananerga Stellung aus.  Am 11. Juli um 3:20 Uhr wurde dann die Sprengung am Castelletto gezündet. Von einer am Bergfuß gebauten Baracke aus beobachtete angeblich der König von Italien, Viktor Emanuel III. die Explosion. Unmittelbare Opfer der Sprengung waren 13 Österreicher der 120 Mann starken Besatzung. Weitere fielen beim viertägigen Kampf um die Stellung, welche die Alpini unter großen Verlusten am 14. Juli eroberten. So starben wahrscheinlich viele Alpini, weil sie zu früh in den mit Kohlenmonoxid gefüllten Sprengkrater eindrangen. Die Österreicher zogen sich etwa 500 Meter weiter talwärts zurück und schafften eine neue Verteidigungslinie.

### Strategische Bedeutung
Die Eroberung des Castelletto wird allgemein als große soldatische Tat der Alpini gewertet, die sich im Schussfeld der Tiroler Verteidiger vollzogen hatte. Da die österreichischen Stellungen auf dem Felskamm der Fanesgruppe ein Vorrücken der Italiener über das Travenanzestal praktisch unmöglich machte, wird dem strategische Gewinn in Hinblick auf den weiteren Verlauf des Krieges aber nur geringe Bedeutung beigemessen.

## Alpinismus
Der Castelletto ist kein Ziel für Wanderer, da kein einfacher Weg zum Gipfelgrat führt. Durch die Schlucht zwischen Castelletto und Tofana di Rozes führt aber ein steiler Wanderweg. Angesichts der mächtigen Tofana di Rozes und ihren bekannten Kletterrouten ist der Castelletto kein bedeutendes alpinistisches Ziel. Trotzdem wurden in den der Sprengung abgewandten Felswänden einige Kletterrouten erschlossen wie z. B.:
Nord-West-Wand
Pacchia, 6c+, 220 m, Marco Sterni und Mauro Florit, 2003 - Moderne Route mit Bohrhaken
La Grande Guerra, 7a+, 210 m, Marco Sterni, Massimo Sacchi, Mauro Florit, 2003 - Moderne Route mit Bohrhaken
Süd-West-Wand
Via Ghedina, V mit einem Zug VI-, 230 m , L. Ghedina, E. Monti, M. Zardini, 1947 - Klassische Route
GuGu, VI+, 250 m, Mario Dibona, Gretchen Alexander, Armando Nascè, 2007 - Route mit Bohrhaken und Schlaghaken

## Filmische Verwertung
In dem Film Berge in Flammen von Karl Hartl und Luis Trenker aus dem Jahre 1931, verarbeitete Trenker persönliche Erlebnisse aus dem Ersten Weltkrieg, als er an der Alpenfront kämpfte. In dem Frontabschnitt, den Trenker in seinem Film beschreibt, wird eine von Südtirolern gehaltene Bergstellung von den Italienern gesprengt. Die gezeigten Umstände sind den Vorgängen der Castellettosprengung nachempfunden.